# Kylmäjärvi (sjö i Lappland)
Kylmäjärvi är en sjö i Finland. Den ligger i kommunen Kemijärvi i landskapet Lappland, i den norra delen av landet, 700 km norr om huvudstaden Helsingfors. Kylmäjärvi ligger 161,9 meter över havet. Arean är 87,9 hektar och strandlinjen är 5,1 kilometer lång. Sjön  ingår i Kemi älvs huvudavrinningsområde. 